# Monument de la libération pacifique du Tibet

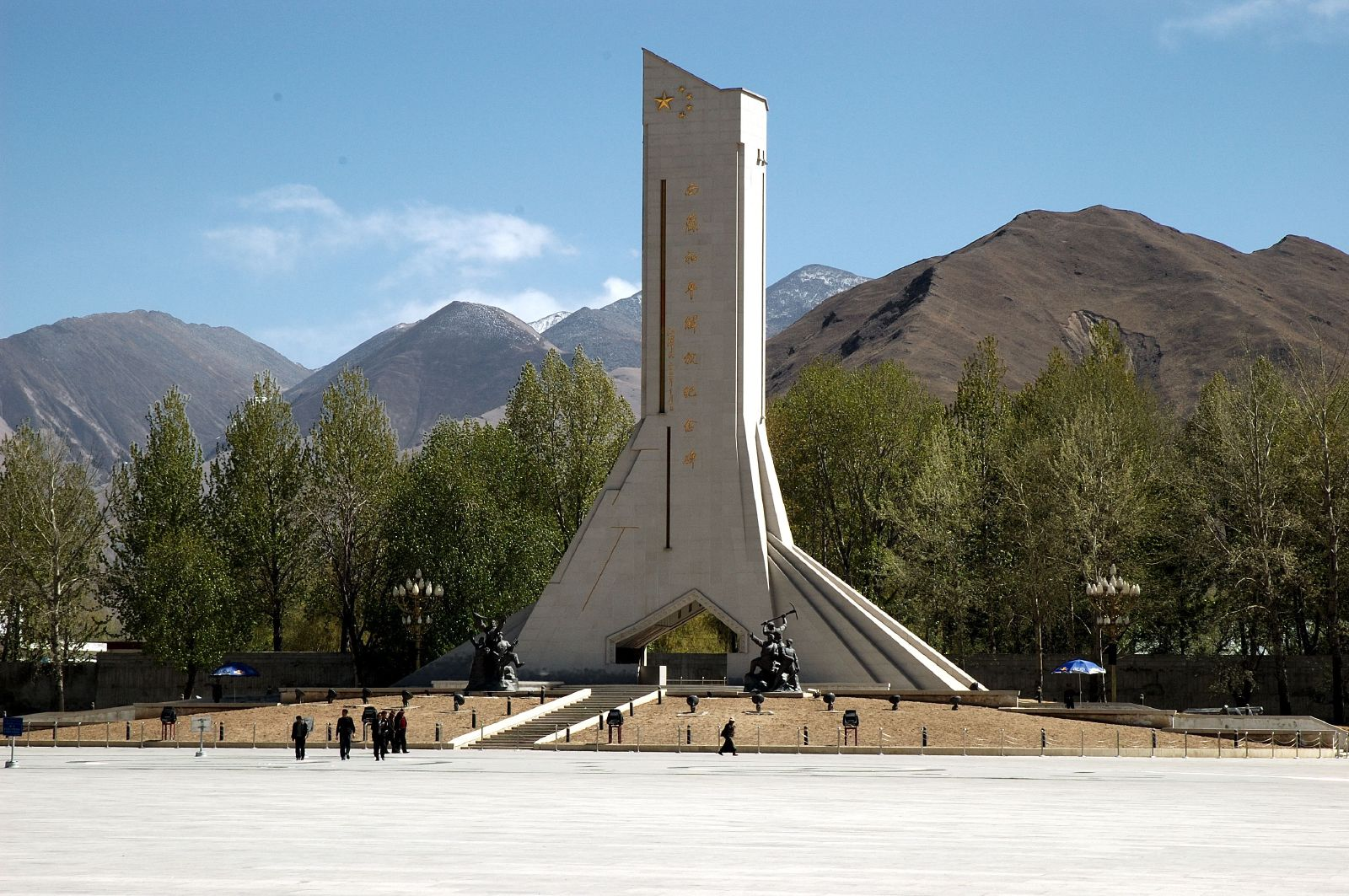
Le monument de la libération pacifique du Tibet sur l'esplanade du Potala (2007).

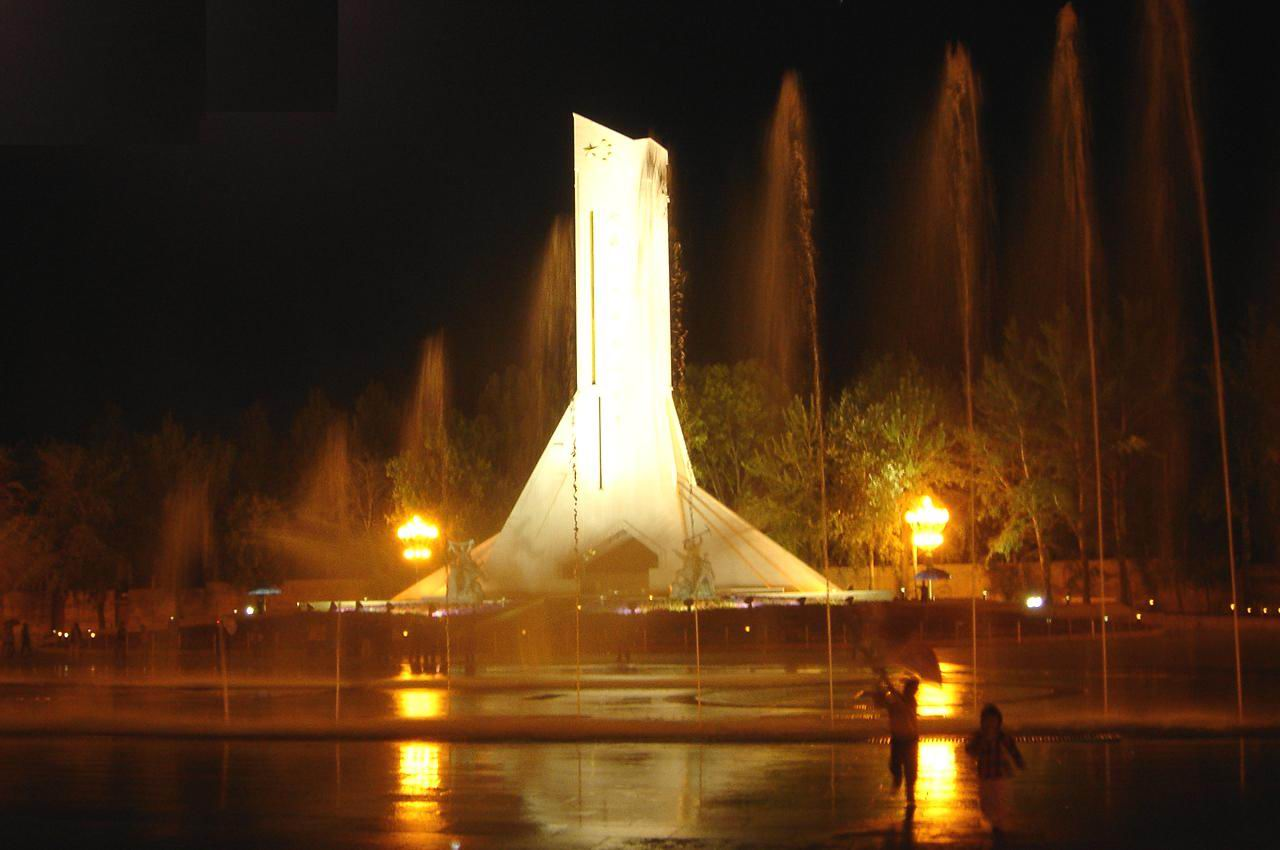
Le monument illuminé (2006).

Le monument de la libération pacifique du Tibet se dresse sur le côté sud de l'esplanade du Potala à Lhassa, en dehors des zones de protection du site du patrimoine mondial.
Il célèbre ce que la Chine appelle la libération pacifique du Tibet par l'armée populaire de libération, c'est-à-dire l'expulsion des « forces impérialistes » du Tibet et l'« unification de la Chine continentale », ainsi que le développement socio-économique qu'a connu le Tibet depuis.
Haut de 37 m, entièrement en béton, le monument est l'œuvre du professeur Qikang de l'université du sud-est. Il est une représentation abstraite du Mont Quomolangma (le Mont Everest des Occidentaux). Le nom du monument y est inscrit en signes calligraphiés par l'ancien président de la république Jiang Zemin, tandis qu'une inscription évoque l'expulsion des forces impérialistes du Tibet en 1951 et fait état des progrès socio-économiques accomplis depuis,.
La première pierre fut posée le 18 juillet 2001 par Hu Jintao, vice-président de la République populaire de Chine à l’époque. Le monument fut inauguré le 22 mai 2002.
La même année, le gouvernement tibétain en exil déclarait que le monument avait été construit « malgré l'hostilité de la population tibétaine, pour qui il s'agit d'un rappel quotidien de l'humiliation subie par le peuple tibétain ». Pour Kate Saunders, directeur de communication de l'association Campagne internationale pour le Tibet, la construction de cette statue en ce lieu particulièrement sensible démontre une volonté d'envoyer un message politique aux Tibétains sur l'administration chinoise de la région,. La poétesse et essayiste Tsering Woeser indique que le monument, qu'elle qualifie d'obus, se veut être « une représentation abstraite de l'Everest », mais il n'est en aucun cas un symbole de beauté [...] les soldats qui gardent la place sont un avertissement plus significatif, en intensifiant la situation réelle du Potala ou celle du Tibet.

## Galerie

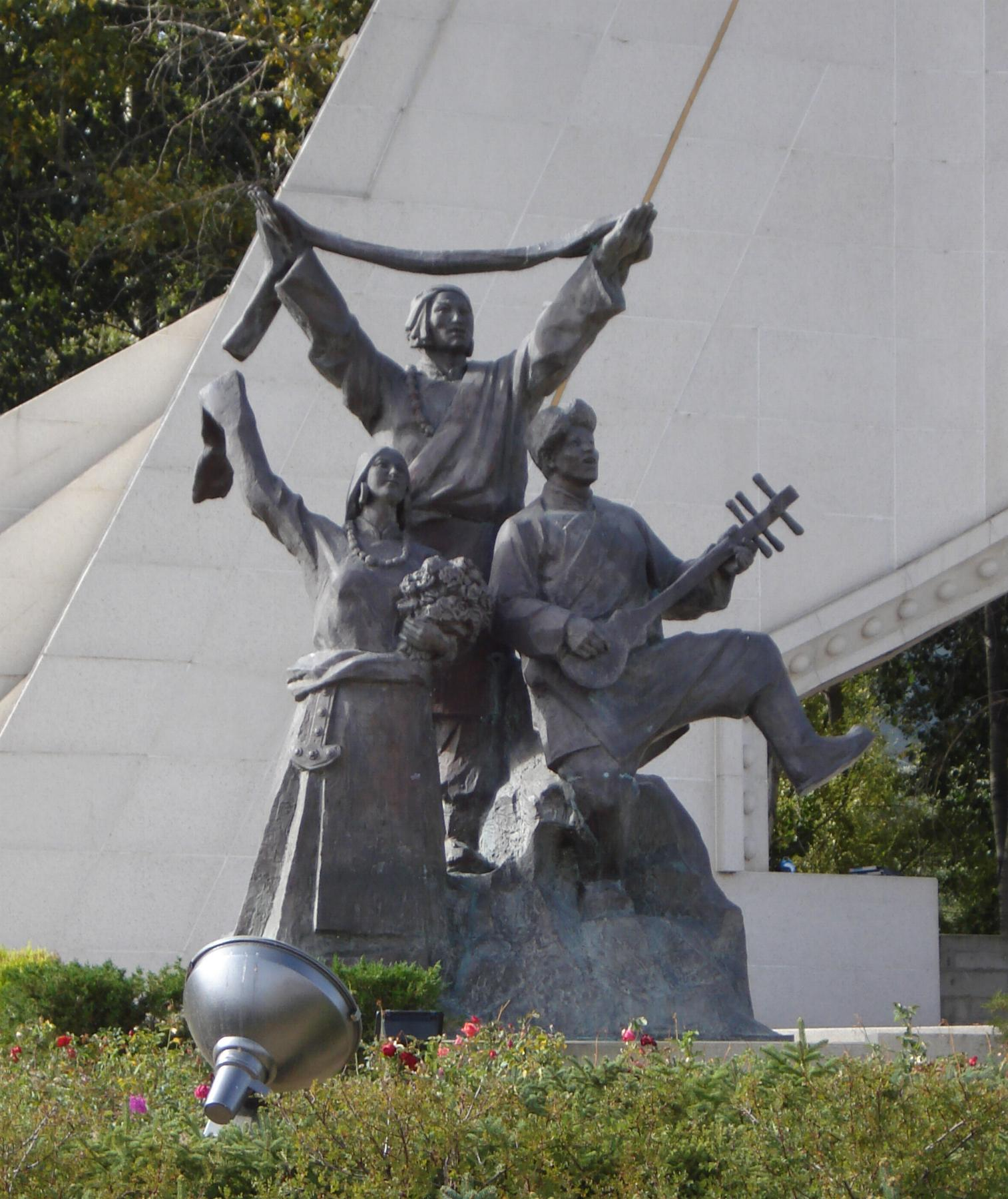
Statuaire de bronze devant le mémorial (à gauche)
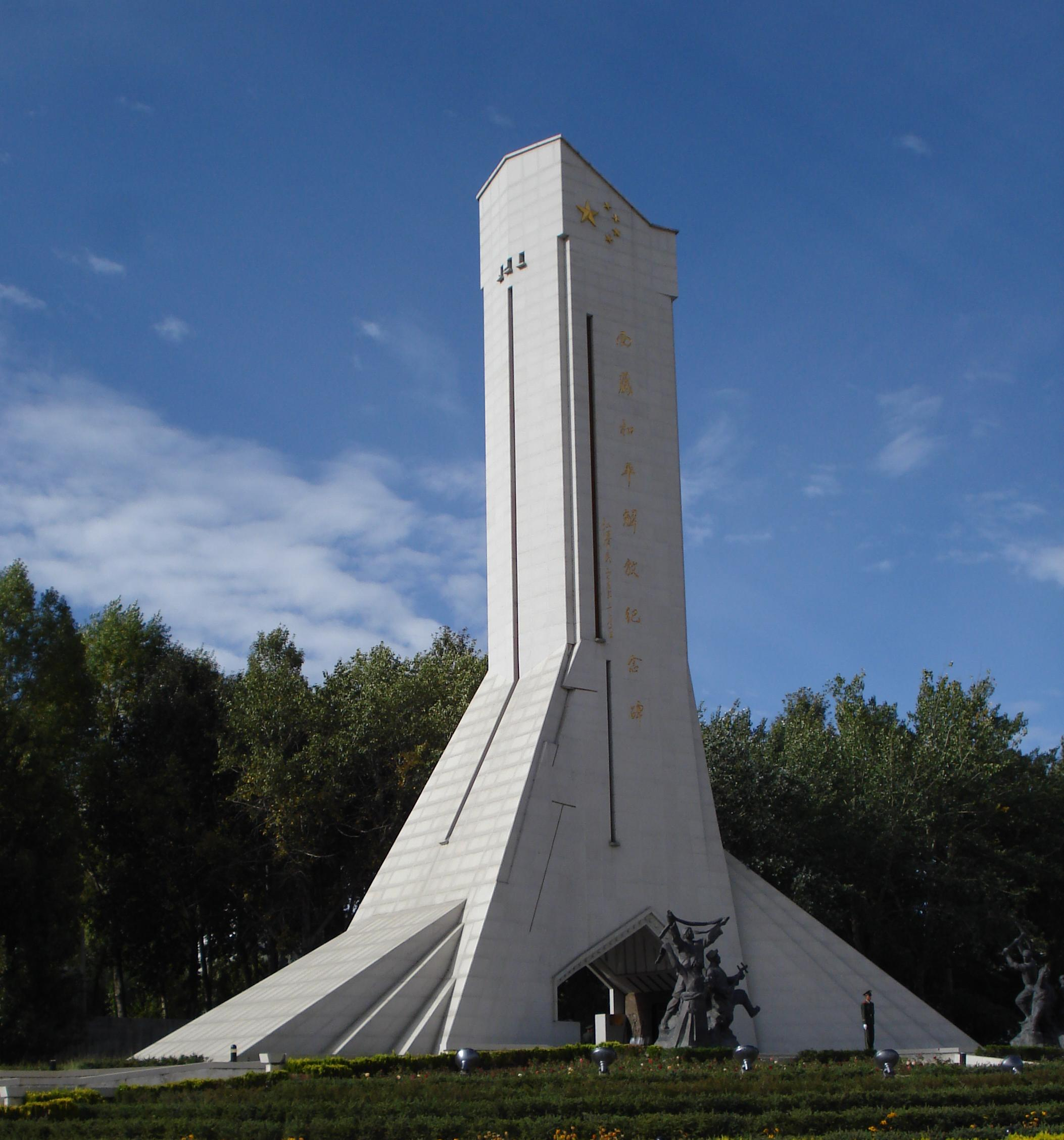
La flèche figurant le Mont Quomolongma (Everest)
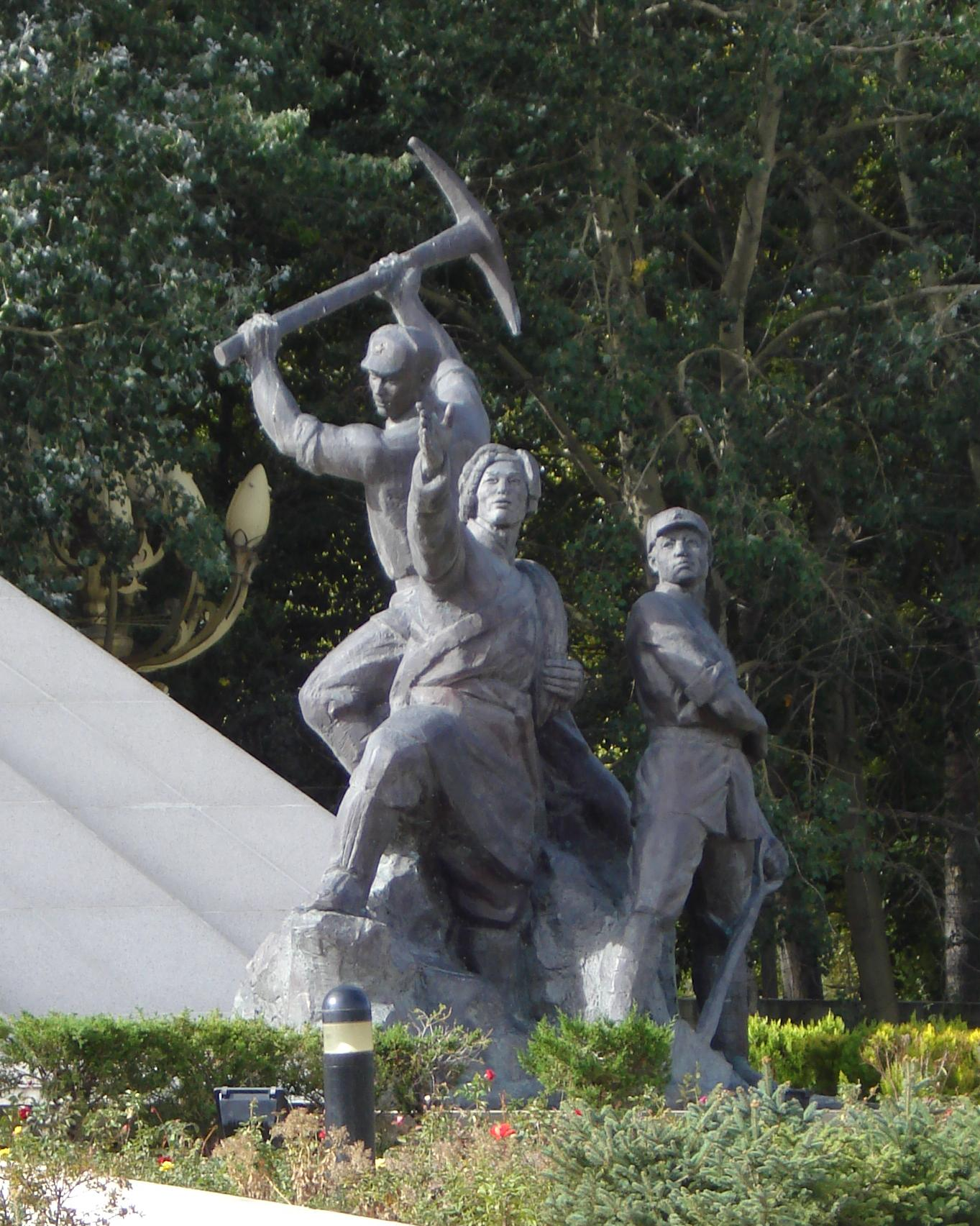
Statuaire de bronze devant le mémorial (à droite)
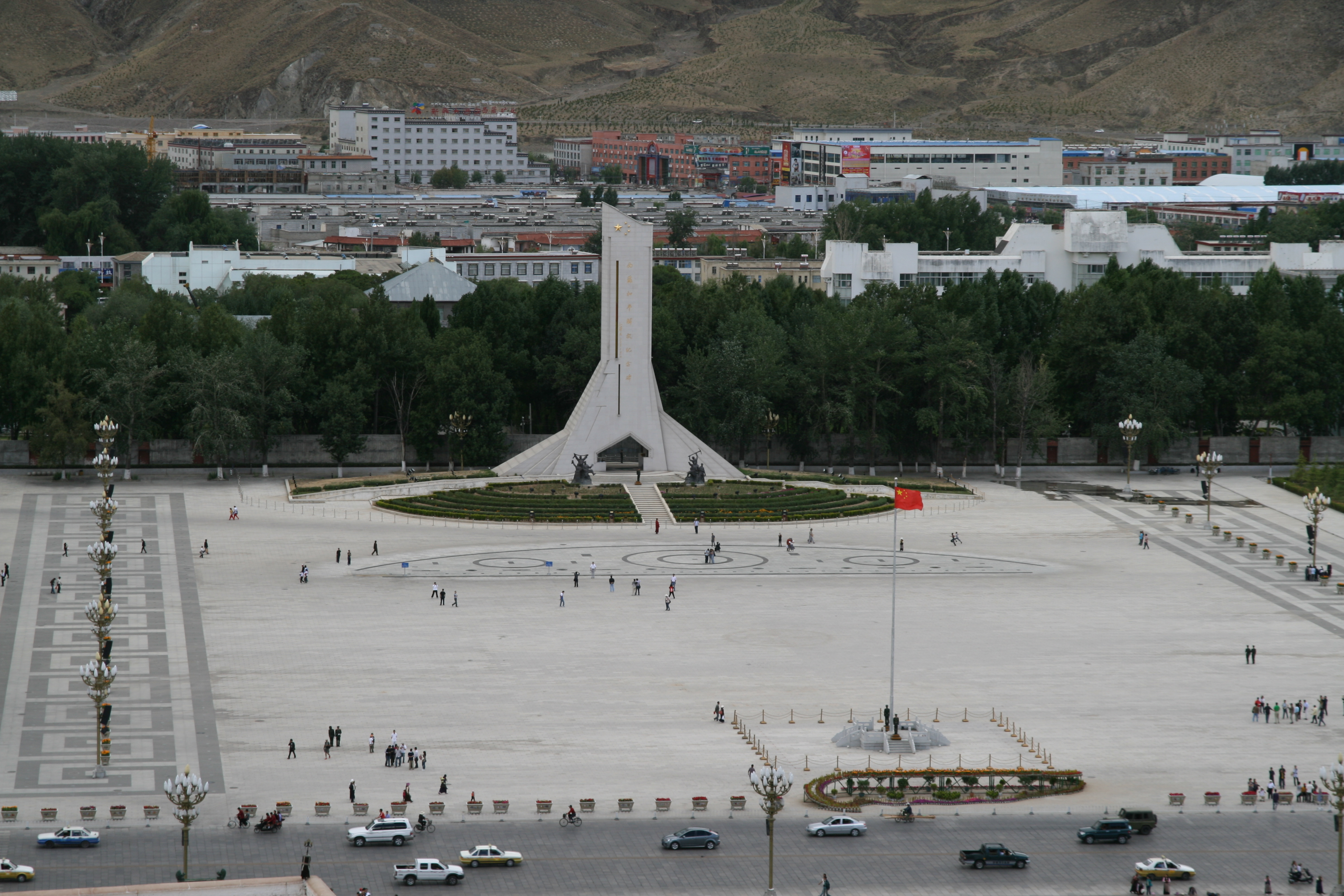
Le mémorial sur l'esplanade